# Regra de Cope
A regra de Cope, nomeada em homenagem ao paleontólogo norte-americano Edward Drinker Cope,   postula que as linhagens populacionais tendem a aumentar em tamanho corporal ao longo do tempo evolutivo.  Na verdade, a regra nunca foi afirmada por Cope, embora ele favorecesse a ocorrência de tendências evolutivas lineares.  Às vezes também é conhecida como a regra Cope-Depéret,  porque Charles Depéret defendeu a ideia explicitamente.  Theodor Eimer também havia feito isso antes.  O termo "regra de Cope" foi aparentemente cunhado por Bernhard Rensch,  com base no fato de que Depéret havia "idolatrado Cope" em seu livro.   Embora a regra tenha sido demonstrada em muitos casos, ela não é verdadeira em todos os níveis taxonômicos ou em todos os clados. O tamanho corporal maior está associado ao aumento da aptidão por várias razões, embora também haja algumas desvantagens tanto no nível individual quanto no nível do clado: clados que compreendem indivíduos maiores são mais propensos à extinção, o que pode agir para limitar o tamanho máximo dos organismos.

## Função

### Efeitos do crescimento
A seleção direcional parece atuar no tamanho dos organismos, ao passo que exibe um efeito muito menor em outras características morfológicas,  embora seja possível que essa percepção seja o resultado de um viés da amostra.  Essa pressão seletiva pode ser explicada por uma série de vantagens em termos de sucesso de acasalamento e taxa de sobrevivência. 
Por exemplo, organismos maiores acham mais fácil evitar predadores ou lutar contra eles, bem como capturar presas, reproduzir, matar competidores, sobreviver em tempos de escassez e resistir a mudanças climáticas.  Eles também podem se beneficiar de uma melhor eficiência térmica, maior inteligência e uma vida mais longa. 
Compensando essas vantagens, organismos maiores requerem mais comida e água e mudam de seleção r para K. Seu tempo de geração mais longo significa um período maior de dependência na mãe e, em uma escala macroevolutiva, restringe a capacidade do clado de evoluir rapidamente em resposta a ambientes em mudança. 